# Alberto Nigra
Alberto Nigra (Torino, 14 luglio 1964) è un politico italiano.

## Biografia
Tra il 1996 e il 2001 Segretario provinciale della Federazione di Torino dei Democratici di Sinistra. Consigliere comunale di Torino tra il 1993 e il 2001 e più volte capogruppo nonché Presidente della Commissione Ambiente e Aziende Municipalizzate. È stato poi membro della Camera dei deputati dal 23 maggio 2001 al 27 aprile 2006.
Eletto nel 2001 con il sistema maggioritario nella circoscrizione I (Piemonte) Collegio 4 (Torino 4), iscritto al gruppo parlamentare dei Democratici di Sinistra, ha fatto parte della X commissione (Attività produttive, commercio e turismo) e dell'XI commissione (Lavoro pubblico e privato). Candidato al Senato della Repubblica in Piemonte nel 2006, risultò primo escluso e, nonostante tre tentativi di far dimettere Livia Turco, che lo precedeva nella lista, un nutrito gruppo di 'franchi tiratori' della maggioranza di centrosinistra, impedirono il subentro prima della conclusione della legislatura. Nel gennaio 2007 fu nominato portavoce nazionale della terza mozione che fu presentata al congresso nazionale dei Democratici di Sinistra, tenutosi a Firenze nell'aprile 2007, dalla corrente "Socialisti ed Europei", appoggiata dal Senatore Gavino Angius, dal deputato Franco Grillini e dal parlamentare europeo Mauro Zani.
Pochi giorni dopo la fine di questo congresso, seguì Gavino Angius, lasciando il partito e aderendo dapprima a Sinistra Democratica e poi alla costituente per il Partito Socialista. Nel 2008 alle elezioni anticipate Walter Veltroni deciderà di non allearsi con i socialisti per privilegiare invece l'accordo con l'Italia dei Valori di Antonio Di Pietro. Questo determinerà la scomparsa di un autonomo gruppo socialista nel Parlamento italiano. Angius dopo la disfatta elettorale del PSI nel 2008, lascerà il partito aderendo successivamente al PD per contribuire all'elezione di Pier Luigi Bersani a Segretario. Nigra non lo seguirà verso il Partito Democratico e dopo l'elezione a segretario del PSI di Riccardo Nencini, favorevole ad un accordo con il PD, lascerà anche questa formazione politica.  Nel 2010 si candida alle elezioni regionali del Piemonte nella lista del Nuovo PSI, che raccoglierà solo lo 0,6% dei voti e non otterrà eletti in Consiglio Regionale, ma contribuirà al successo del candidato governatore leghista Roberto Cota, che prevale su Mercedes Bresso del centrosinistra per una manciata di voti. Aderirà invece nel 2011 al movimento politico e culturale Riformisti e Socialisti, fondato da Gianni De Michelis.
Nel gennaio del 2019 con l'Associazione Riformisti Socialisti partecipa alla fondazione di +Europa di Emma Bonino e sostiene la candidatura a Segretario di Benedetto Della Vedova con la lista congressuale Orgoglio Europeista che lo vedrà eletto nella Assemblea Nazionale della nuova formazione politica.
Nel 2020 aderisce ad Azione di Carlo Calenda, assumendo l'incarico di responsabile enti locali in Piemonte, ma alle elezioni per il Comune di Torino nel 2021 sostiene la candidatura del candidato civico Paolo Damilano, contribuendo alla formazione della lista Progresso Torino Damilano Sindaco.
Ha pubblicato articoli su Il Riformista, Quaderni Radicali, Le Ragioni del Socialismo di Emanuele Macaluso. Dal 2008, svolge l'attività di consulente finanziario per la società Iniziativa Cube, esperto in Finanza Agevolata UE, Finanza Corporate, M&A e Partenariato Pubblico Privato.